# Национальная металлургическая академия Украины
Национальная металлургическая академия Украины (НМетАУ) (укр. Національна металургійна академія України) — высшее учебное заведение в городе Днепр, самостоятельно существовавшее до 2021 года.
До 1993 года — Днепропетровский металлургический институт (ДМетИ), до 1999 года — Днепропетровская металлургическая академия Украины (ДМетАУ). Отдельный вуз с 1930 года, свою историю он отсчитывал с появления в 1899 году Екатеринославского высшего горного училища — как в оном заводского отделения (в 1912 году преобразованного в металлургический факультет того же Екатеринославского горного института). Академия позиционировалась как старейшее высшее металлургическое учебное заведение Украины. 
В 2021 году же образован Украинский государственный университет науки и технологий — посредством присоединения к нему Днепровского национального университета железнодорожного транспорта имени академика В. Лазаряна и Национальной металлургической академии Украины.
Награждена орденом Трудового Красного Знамени (21.11.1949) «за достигнутые успехи в деле подготовки инженерно-технических кадров для народного хозяйства, в связи с 50-летием со дня основания».

## Общая информация
К 2021 году в НМетАУ училось около 20 тысяч студентов, 175 аспирантов и 10 докторантов, работали порядка тысячи преподавателей и научных работников. Среди профессорско-преподавательского состава доля докторов, профессоров составляла 14 процентов. В их числе действительный член и член-корреспондент НАН Украины, 33 действительных членов и членов-корреспондентов отраслевых академий Украины, 20 заслуженных деятелей науки и техники, заслуженных работников образования, лауреатов Государственной премии.
В академии по разным направлениям насчитывалось четырнадцать научных школ. Широко известными на Украине и за её пределами стали «Днепропетровская научная школа теоретического и прикладного металловедения», «Украинская фундаментальная школа электрометаллургов и термистов», а также школы по таким направлениям как металлургия чугуна и стали, металлургической теплотехники, теплоэнергетики, металлургического оборудования, обработки металлов давлением и другим. Академия стала основателем ряда научных периодических изданий: «Теория и практика металлургии», «Металлургическая теплотехника», «Техническаа теплофизика и промышленная теплоенергетика» и других.
Академия сотрудничала по международным соглашениям, программам, проектам, грантам с ВУЗами, фирмами, учёными США, Германии, Швеции, Финляндии, Италии, Китая, России, Молдавии и других стран мира. По инициативе НМетАУ был создан консорциум пяти технических университетов: Германии, Швеции, Финляндии, Польши, Украины, разработан интегрированный учебный план подготовки специалистов по направлению «Металлургия». Студенты академии учились в ведущих технических университетах Европы, проходили стажировку в ВУЗах, научно-исследовательских учреждениях, фирмах стран ЕС.

Щиток герба НМетАУ

### Ректоры
- 1937—1970 — Н. Ф. Исаенко
- 1970—1973 — член-корреспондент АН УССР Г. Г. Ефименко
- 1974—2001 — академик НАНУ Ю. Н. Таран-Жовнир
- с 2001 года — член-корреспондент НАНУ А. Н. Величко

## История
Старейшее высшее металлургическое учебное заведение Украины. Основана как заводское отделение Екатеринославского высшего горного училища в октябре 1899 года.
В 1912 году отделение преобразовано в металлургический факультет горного института, на базе которого в 1930 году был создан Днепропетровский металлургический институт.
Согласно приказу Высшего совета народного хозяйства от 17 апреля 1930 года на базе Днепропетровского горного института были открытые два отраслевых ВТУЗа: «На базе металлургического факультета и заводского отделения факультета горнозаводской механики организовать Днепропетровский металлургический институт… На базе химического факультета создать химический институт со специальностями: углехимическая и минеральная технология…»
С 1 декабря 1959 года в Запорожье начал деятельность вечерний факультет института, в 1965 году реорганизованный в филиал (Запорожский филиал ДМетИ), на базе которого в 1976 году был создан Запорожский индустриальный институт (ныне Запорожская государственная инженерная академия).
В 1993 году постановлением Кабмина Украины вузу предоставлен статус Государственной, а в 1999 году указом президента Украины — статус Национальной академии.
НМетАУ являлась активным участником Болонского процесса.
После 2021 года академия преобразована в Учебно-научный институт «Институт промышленных и бизнес технологий» Украинского государственного университета науки и технологии.

### Хронология
- 1899 — основано Екатеринославское высшее горное училище, с заводским отделением в составе.
- 1912 — с преобразованием ЕВГУ в Екатеринославский горный институт заводское отделение стало называться металлургическим.
- 1930 — решением правительства металлургический факультет и факультет горнозаводской механики Екатеринославского горного института были выделены в самостоятельный Днепропетровский металлургический институт: «На базе металлургического факультета и заводского отделения факультета горнозаводской механики организовать Днепропетровский металлургический институт…».
- 1931 — ДМетИ был передан Северо-Кавказский металлургический институт.
- 1941 — с началом войны институт эвакуирован в Магнитогорск.
- 1943 — институт возобновил свою деятельность в Днепропетровске.
- в 1930—1950-х годах носил имя И. В. Сталина.
- в 1982—1987 годах институт носил имя Л. И. Брежнева.
- 1993 — статус Государственной металлургической академии Украины.
- 1999 — Указом президента Украины присвоен статус Национальной металлургической академии Украины.

## Структура, факультеты и кафедры

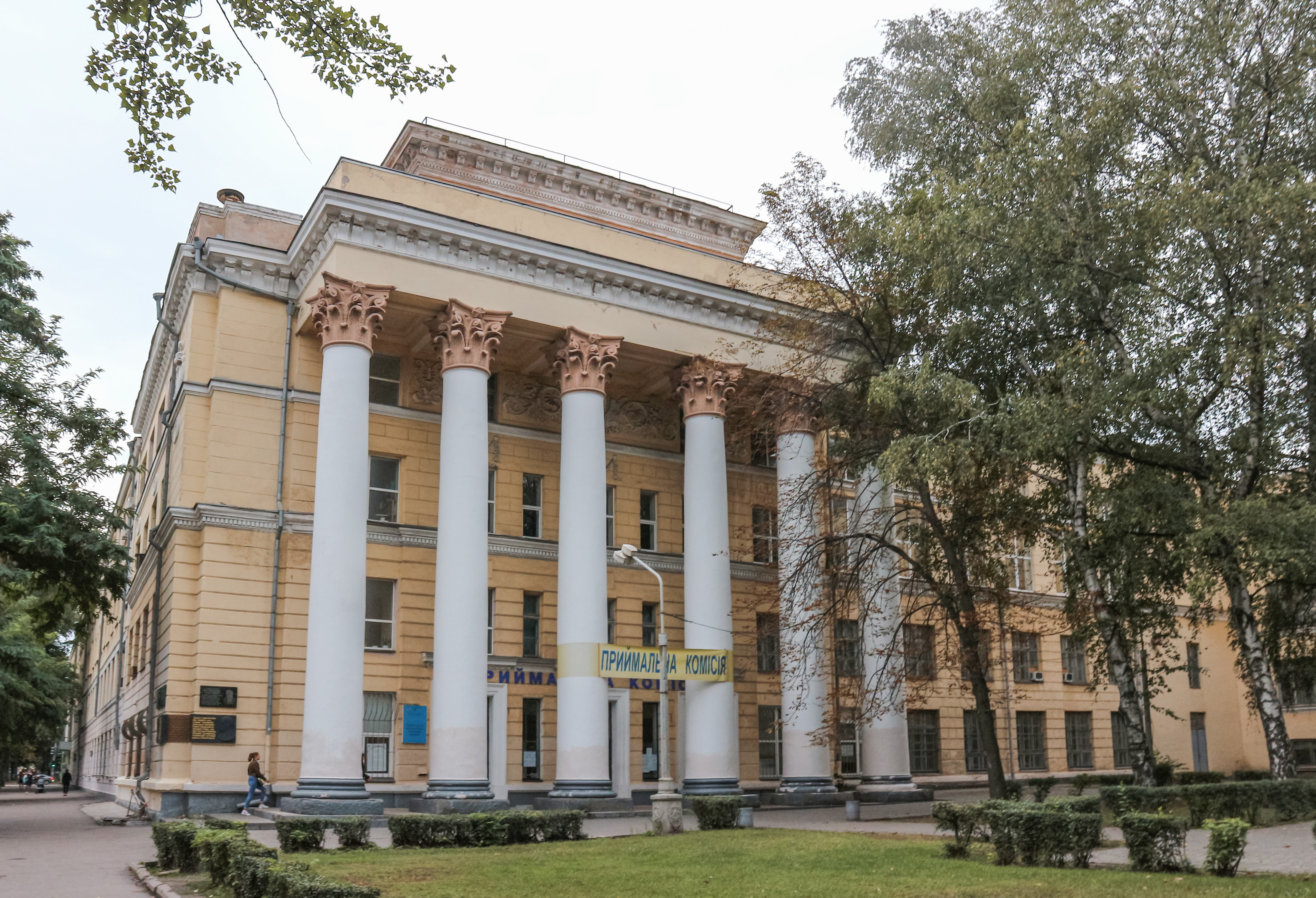
Учебный корпус

- Гуманитарный факультет создан в 1992 году
  - Кафедра документоведения и информационной деятельности
  - Кафедра инженерной педагогики
  - Кафедра иностранных языков
  - Кафедра основ творчества, инноватики и интеллектуализации
  - Кафедра социологии и политологии
  - Кафедра философии
- Металлургический факультет
  - Кафедра безопасности жизнедеятельности
  - Кафедра металлургии стали
  - Кафедра металлургии чугуна
  - Кафедра металлургического топлива и восстановителей
  - Кафедра общей и органической химии
  - Кафедра теории металлургических процессов и физической химии
  - Кафедра химической технологии, керамики и огнеупоров (ХТКиО)
- Механико-машиностроительный факультет
  - Кафедра графики
  - Кафедра инженерной экологии и охраны труда
  - Кафедра колёсных и гусеничных транспортных средств
  - Кафедра машин и агрегатов металлургического производства
  - Кафедра прикладной механики
  - Кафедра строительной механики
  - Кафедра теоретической механики
  - Кафедра технологии машиностроения
- Специальный факультет переподготовки специалистов
- Факультет безотрывной формы обучения
- Факультет компьютерных систем, энергетики и автоматизации
  - Кафедра автоматизации производственных процессов (АПП)
  - Кафедра информационных технологий и систем (ИТС)
  - Кафедра прикладной математики и вычислительной техники
  - Кафедра промышленной теплоэнергетики
  - Кафедра теплотехники и экологии металлургических печей (ТЭМП)
  - Кафедра экономической информатики
- Факультет материаловедения и обработки металлов
  - Высшей математики
  - Кафедра качества, стандартизации и сертификации
  - Кафедра материаловедения имени Ю. Н. Тарана
  - Кафедра обработки металлов давлением
  - Кафедра покрытий, композиционных материалов и защиты металлов (ПМ и ЗМ)
  - Кафедра термической обработки металлов
  - Кафедра технологического проектирования
- Факультет повышения квалификации преподавателей и специалистов
- Факультет экономики и менеджмента
  - Кафедра менеджмента
  - Кафедра политической экономии
  - Кафедра управления проектами
  - Кафедра учёта и аудита
  - Кафедра финансов
  - Кафедра экономики промышленности
- Электрометаллургический факультет
  - Кафедра литейного производства
  - Кафедра металлургии цветных металлов
  - Кафедра физики
  - Кафедра электрометаллургии
  - Кафедра электротехники и электропривода
- Криворожский металлургический факультет
- Никопольский техникум НМетАУ[3]

### Корпуса НМетАУ
Академия имеет шесть корпусов:

План расположения корпусов

- Корпус 1 — вход по проспекту Гагарина, справа от центрального входа.
- Корпус 2 (Центральный) — главный вход.
- Корпус 3 — здесь находится приёмная комиссия.
- Корпус А
- Корпус Б
- Корпус М — находится на противоположной стороне улицы, девятиэтажный корпус.

## Преподаватели НМетАУ
Категория:Преподаватели Национальной металлургической академии Украины
- Арист, Леонид Михайлович (1927—2008), член Академии строительных наук Украины (2004).
- Бень, Тарас Григорьевич
- Большаков, Вадим Иванович
- Бунин, Константин Петрович, член-корреспондент АН УССР (1948)
- Гасик, Михаил Иванович, академик АН УССР.
- Гриднев, Виталий Никифорович (1908—1990), академик АН УССР (1967), профессор, в 1931—1941 годах, в 1932—1933 годах заведовал кафедрой термической обработки металлов.
- Гречный, Яков Вениаминович, доктор технических наук, профессор кафедры металловедения с 1962 года.
- Доброхотов, Николай Николаевич (1889—1963), академик АН УССР (1939), доктор технических наук (1938), профессор (1926), в 1935—1941 годах заведовал кафедрой металлургии стали.
- Динник, Александр Николаевич (1876—1950), академик АН СССР (1946), академик АН УССР (1929), в 1930—1941 годах заведовал кафедрой строительной механики.
- Емельяненко, Павел Терентьевич (1905—1947), член-корреспондент АН УССР (1939), доктор технических наук, профессор, заведовал кафедрой трубопрокатного производства.
- Ефименко, Георгий Григорьевич (р. 1917), член-корреспондент АН УССР (1973), доктор технических наук (1972), профессор, в 1970—1973 годах ректор института.
- Казанцев, Иван Георгиевич
- Кирсанов, Александр Васильевич (учёный)
- Клименко, Валентин Митрофанович
- Кожевников, Сергей Николаевич
- Плискановский, Станислав Тихонович
- Свечников, Василий Николаевич (1891—1981), академик АН УССР (1939), доктор технических наук (1936), профессор (1935), в 1931—1941 годах заведовал кафедрами металлографии и термической обработки металлов (1934—1938).
- Стародубов, Кирилл Фёдорович (1904—1984), академик АН УССР (1957), доктор технических наук, профессор, в 1938—1978 годах заведовал кафедрой термической обработки металлов.
- Таран-Жовнир, Юрий Николаевич (1927—2003), академик АН УССР (1985), в 1974—2001 годах ректор института.
- Узлов, Иван Герасимович
- Фортунато, Лев Михайлович (1861—1934), в 1930—193? годах заведовал кафедрой металлургии стали.
- Чекмарёв, Александр Петрович
- Шаповал, Иван Максимович
- Шибко, Виталий Яковлевич

## Выпускники
Категория:Выпускники Национальной металлургической академии Украины
- Вулых, Анатолий Юрьевич — директор «Днепропетровского металлургического завода имени Коминтерна („Коминмет“)», заслуженный металлург Украины.
- Емельяненко, Павел Терентьевич (1905—1947) — советский учёный-металловед, специалист по трубному делу.
- Крылов, Алексей Гаврилович — советский детский поэт, писатель.
- Енютин, Георгий Васильевич — советский партийный деятель.
- Коломойский, Игорь Валерьевич — предприниматель, один из основателей группы «Приват».
- Мухин, Юрий Игнатьевич — российский общественный деятель, автор работ на историческую тему.
- Осада, Яков Ефимович — доктор технических наук, директор ВНИТИ.
- Пинчук, Виктор Михайлович — предприниматель, глава корпорации Интерпайп.
- Спиридонова, Ирина Михайловна — доктор технических наук, профессор.
- Стець, Павел Денисович — металлург, изобретатель СССР.
- Тигипко, Сергей Леонидович — предприниматель, глава банка «ТАС», бывший глава Нацбанка Украины, лидер партии Трудовая Украина.
- Тихонов, Николай Александрович — председатель Совета Министров СССР в 1980—1985 годах.
- Ткач, Михаэль Борисович — еврейский общественный деятель, руководитель Объединённой еврейской общины Украины.
- Турчинов, Александр Валентинович
- Фартушный, Николай Иванович — управляющий директор Таганрогского металлургического завода.
- Чебриков, Виктор Михайлович — председатель КГБ СССР в 1982—1988 годах.
- Щёлоков, Николай Анисимович — министр внутренних дел СССР в 1968—1982 годах.
- Шевцов, Роман Николаевич — кандидат технических наук, заслуженный работник промышленности Украины.
- Самойлов Владимир Леонидович (1946—2018) — директор Запорожского металлургического колледжа (1998—2018)[4].

## Прочее
Занятия в академии называются не «пары», а «ленты».
«Кадры металлургии». В академии с сентября 1930 года еженедельно выпускается газета «Кадры металлургии». Все студенты могут получить её бесплатно. В данный момент выпускается на украинском языке и тираж составляет 1000 экземпляров. Редактор — Людмила Андрейченко.
Совет студентов. В академии работает студенческий совет. Это орган студенческого самоуправления, принимающий активное участие в жизни студентов, организации их досуга, спортивных, культурных мероприятий и развитии научного потенциала академии. Временно исполняющая обязанности председателя Совета студентов НМетАУ — Александра Пудла.
В городе вуз называли «Металл».

## Награды и репутация
Рейтинг университетов Украины III, IV уровней аккредитации «ТОП-200» Украина
- 2009 — 18 место
- 2010 — 16 место
- 2011 — 17 место
- 2018/2019 — 15 место[6]

Рейтинг вузов Украины «Компас 2012»
- 2010 — 7 место
- 2011 — 7 место
- 2012 — 7 место

Национальная система рейтинговой оценки деятельности высших учебных заведений.
- Технические университеты — 2012 — 8 место